# Tomáš Thon
Tomáš Thon (* 29. dubna 1962 Opava) je český koncertní varhaník, hudební pedagog a vydavatel.
Odborně se podílel na založení Církevní střední varhanické školy / Církevní konzervatoře v Opavě. Pro Konzervatoř Evangelické akademie Olomouc zpracovával školské vzdělávací programy pro obor hra na varhany. V rámci projektu Evropské unie zde také vypracovával Digitální učební materiály (DUM) pro předmět Dějiny a literatura varhan. Je autorem a spoluautorem odborných pořadů pro rozhlas. Koncertuje a natáčí na hudební nosiče. Působí jako porotce varhanních soutěží (ČR, Itálie, Polsko). Od roku 1990 zajišťuje programovou přípravu Mezinárodní varhanní soutěže Petra Ebena v Opavě. Roku 1992 založil hudební vydavatelství ARTTHON, v němž vyprodukoval 13 titulů z oblasti staré a české varhanní hudby a organologické literatury.